# ملیکا فروتن
ملیکا فروتن (انگلیسی: Melika Foroutan؛ زادهٔ ۱۹۷۶ در تهران) یک هنرپیشه آلمانی-ایرانی است.
از فیلم‌ها یا برنامه‌های تلویزیونی که وی در آنها نقش داشته‌است می‌توان به فیلمبرداری در پالرمو اشاره کرد. او به تازگی در سریال آلمانی ملکه به نقش آفرینی پرداخته‌است.

## گزیده فیلم‌شناسی
- فیلمبرداری در پالرمو (۲۰۰۸)
- قبایل اروپا (۲۰۲۱)
- ملکه (۲۰۲۲)